# Nans
Pour les articles homonymes, voir Nans (homonymie).
Nans est une commune française située dans le département du Doubs, la région culturelle et historique de Franche-Comté et la région administrative Bourgogne-Franche-Comté.

## Géographie

### Toponymie
Nam en 1265 ; Nant en 1287 ; Nan en 1311 ; Nant en 1462 ; Nans depuis 1587.
Le nom de la commune vient du gaulois « nanto » qui désigne une vallée (souvent encaissée), une rivière, ou un torrent,.
Orthographié nan/nans/nant ou nanc-, ce mot est très présent dans la toponymie, notamment dans les régions de relief calcaire, où on le trouve associé aux dépressions plus ou moins étroites et profondes que l'on y rencontre, comme dans le cas de Nant (Aveyron), Nantua (Ain) ou Nancy (Meurthe-et-Moselle) (voir Nancy#Toponymie pour d'autres précisions sur cette racine). C'est bien le cas de Nans, installé au pied d'une côte calcaire formant une falaise.
La racine « nanto » est d'ailleurs particulièrement fréquente dans le Jura (cf. Gondenans-les-Moulins, Nans-sous-Sainte-Anne, les Nans, Mournans-Charbonny, Nanc-lès-Saint-Amour, Nance, Nancuise, Nantey). Elle est aussi à la base de noms de famille comme Nantet ou Nantel.

### Climat
Pour des articles plus généraux, voir Climat de la Bourgogne-Franche-Comté et Climat du Doubs.
En 2010, le climat de la commune est de type climat de montagne, selon une étude du Centre national de la recherche scientifique s'appuyant sur une série de données couvrant la période 1971-2000. En 2020, Météo-France publie une typologie des climats de la France métropolitaine dans laquelle la commune est exposée à un climat semi-continental et est dans une zone de transition entre les régions climatiques « Lorraine, plateau de Langres, Morvan » et « Jura ». 
Pour la période 1971-2000, la température annuelle moyenne est de 9,8 °C, avec une amplitude thermique annuelle de 17,1 °C. Le cumul annuel moyen de précipitations est de 1 254 mm, avec 13,2 jours de précipitations en janvier et 10,7 jours en juillet. Pour la période 1991-2020, la température moyenne annuelle observée sur la station météorologique de Météo-France la plus proche, « Villersexel Sa », sur la commune de Villersexel à 8 km à vol d'oiseau, est de 10,8 °C et le cumul annuel moyen de précipitations est de 1 037,9 mm. 
La température maximale relevée sur cette station est de 38,4 °C, atteinte le 8 août 2003 ; la température minimale est de −19,4 °C, atteinte le 20 décembre 2009,,. 
Les paramètres climatiques de la commune ont été estimés pour le milieu du siècle (2041-2070) selon différents scénarios d'émission de gaz à effet de serre à partir des nouvelles projections climatiques de référence DRIAS-2020. Ils sont consultables sur un site dédié publié par Météo-France en novembre 2022.

## Urbanisme

### Typologie
Au 1er janvier 2024, Nans est catégorisée commune rurale à habitat dispersé, selon la nouvelle grille communale de densité à 7 niveaux définie par l'Insee en 2022.
Elle est située hors unité urbaine et hors attraction des villes,.

### Occupation des sols
L'occupation des sols de la commune, telle qu'elle ressort de la base de données européenne d’occupation biophysique des sols Corine Land Cover (CLC), est marquée par l'importance des territoires agricoles (61,5 % en 2018), une proportion identique à celle de 1990 (61,5 %). La répartition détaillée en 2018 est la suivante : 
prairies (40,4 %), forêts (38,4 %), zones agricoles hétérogènes (21,1 %), espaces verts artificialisés, non agricoles (0,1 %). L'évolution de l’occupation des sols de la commune et de ses infrastructures peut être observée sur les différentes représentations cartographiques du territoire : la carte de Cassini (XVIIIe siècle), la carte d'état-major (1820-1866) et les cartes ou photos aériennes de l'IGN pour la période actuelle (1950 à aujourd'hui).

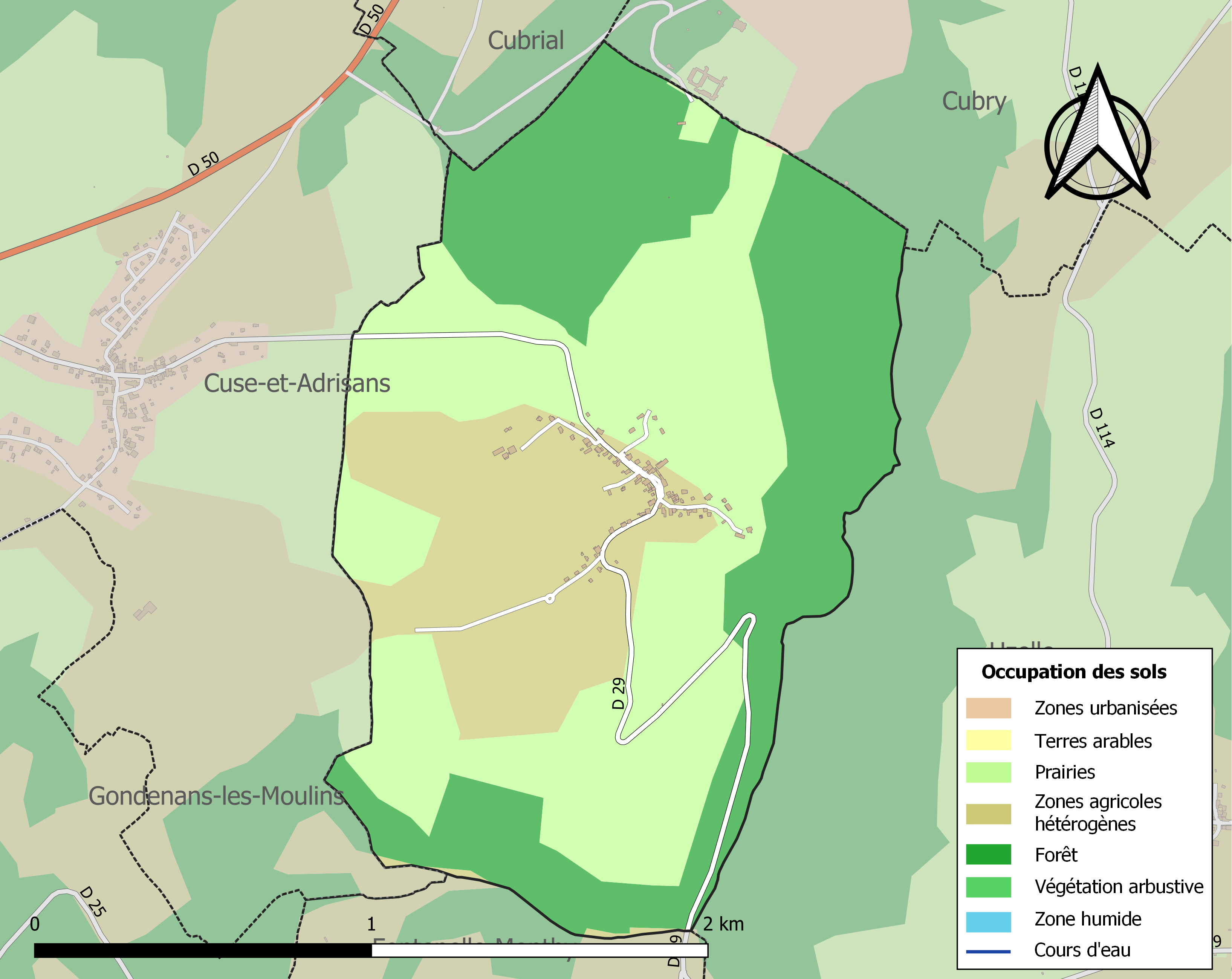
Carte des infrastructures et de l'occupation des sols de la commune en 2018 (CLC).

## Histoire
Blotti au pied d'une haute falaise en fer à cheval, connue sous le nom de Roches de Nans, le village bénéficiait d'une protection naturelle, en plus de celle que lui procurait son château, berceau de l'illustre famille des de Nans. Par contre, et c'est un cas unique en France, paraît-il, une excavation dans la falaise avait été agrandie et fermée par une muraille fortifiée, dont il reste des éléments. À l'intérieur, des pièces avaient été aménagées, aux fins d'être utilisées comme refuge, ce qui eut lieu lors de l'invasion des confédérés Suisse en 1475 puis pendant la guerre de Dix Ans (1634-1644) avec les soudards Suédois.
Nans fit partie du marquisat de Moustier (sis à Cubry), érigé en février 1741 pour Philippe-Xavier de Moustier, capitaine, depuis maréchal de camp, et gentilhomme de la Chambre du roi Stanislas.

## Héraldique
| Blason de Nans | Blason  | De gueules à la bande d'argent côtoyée de deux cotices du même. |
| Blason de Nans | Détails | Armes inspirées de la famille de Nans, qui portait une bande coticée d'or ; maison éteinte en 1427, selon Rietstap (Armorial général). Le statut officiel du blason reste à déterminer. |

## Politique et administration
| Période                                  | Période                   | Identité                                      | Étiquette | Qualité |
| ---------------------------------------- | ------------------------- | --------------------------------------------- | --------- | ------- |
| avant 1995                               | ?                         | Albert Sarrazin                               |           |         |
| mars 2001                                | 2012                      | William Bazin                                 |           |         |
| mars 2012                                | En cours (au 31 mai 2020) | Daniel Ménier, Réélu pour le mandat 2020-2026 | UMP-LR    | Notaire |
| Les données manquantes sont à compléter. |                           |                                               |           |         |

## Démographie
L'évolution du nombre d'habitants est connue à travers les recensements de la population effectués dans la commune depuis 1793. Pour les communes de moins de 10 000 habitants, une enquête de recensement portant sur toute la population est réalisée tous les cinq ans, les populations de référence des années intermédiaires étant quant à elles estimées par interpolation ou extrapolation. Pour la commune, le premier recensement exhaustif entrant dans le cadre du nouveau dispositif a été réalisé en 2004.

En 2022, la commune comptait 92 habitants, en évolution de −9,8 % par rapport à 2016 (Doubs : +1,88 %, France hors Mayotte : +2,11 %).
| 1793 | 1800 | 1806 | 1821 | 1831 | 1836 | 1841 | 1846 | 1851 |
| ---- | ---- | ---- | ---- | ---- | ---- | ---- | ---- | ---- |
| 289  | 260  | 306  | 270  | 300  | 314  | 300  | 292  | 294  |

| 1856 | 1861 | 1866 | 1872 | 1876 | 1881 | 1886 | 1891 | 1896 |
| ---- | ---- | ---- | ---- | ---- | ---- | ---- | ---- | ---- |
| 261  | 258  | 248  | 238  | 248  | 236  | 230  | 199  | 191  |

| 1901 | 1906 | 1911 | 1921 | 1926 | 1931 | 1936 | 1946 | 1954 |
| ---- | ---- | ---- | ---- | ---- | ---- | ---- | ---- | ---- |
| 191  | 187  | 169  | 126  | 133  | 119  | 109  | 116  | 102  |

| 1962 | 1968 | 1975 | 1982 | 1990 | 1999 | 2004 | 2006 | 2009 |
| ---- | ---- | ---- | ---- | ---- | ---- | ---- | ---- | ---- |
| 87   | 89   | 91   | 99   | 95   | 88   | 81   | 80   | 86   |

| 2014 | 2019 | 2022 | - | - | - | - | - | - |
| ---- | ---- | ---- | - | - | - | - | - | - |
| 101  | 94   | 92   | - | - | - | - | - | - |

## Lieux et monuments
- Les roches de Nans, haute falaise en fer à cheval, qui dominent le village. On y trouve une excavation agrandie et fermée par une muraille fortifiée qui servit de refuge pendant la Guerre de Dix Ans (1634-1644)[25].
- Le ruisseau de Nans qui traverse le village en longueur avec ses petits ponts.
- Trois belles fontaines toujours en eau.
- Les maisons de vignerons avec leurs « tripets », escaliers couverts dominant l'entrée des caves.
- La chapelle Sainte-Maria-Goretti.

## Personnalités liées à la commune
- Tifany Huot-Marchand, patineuse de vitesse sur piste courte française ayant participé aux Jeux Olympiques d'hiver de 2022[26].

## Galerie

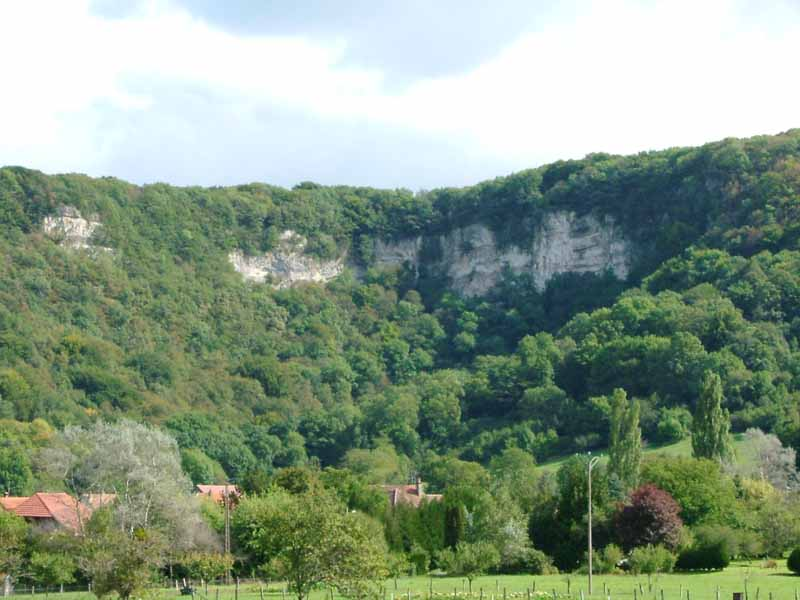
Les Roches.
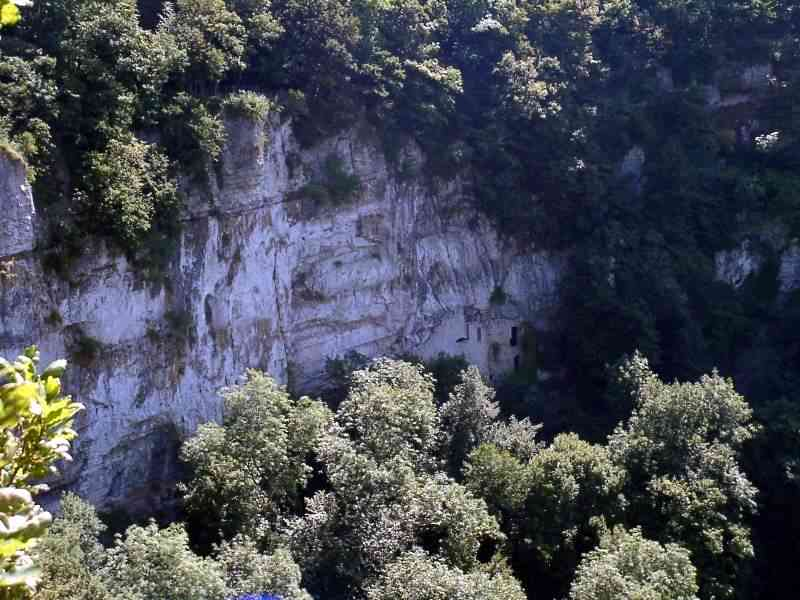
Les Roches.
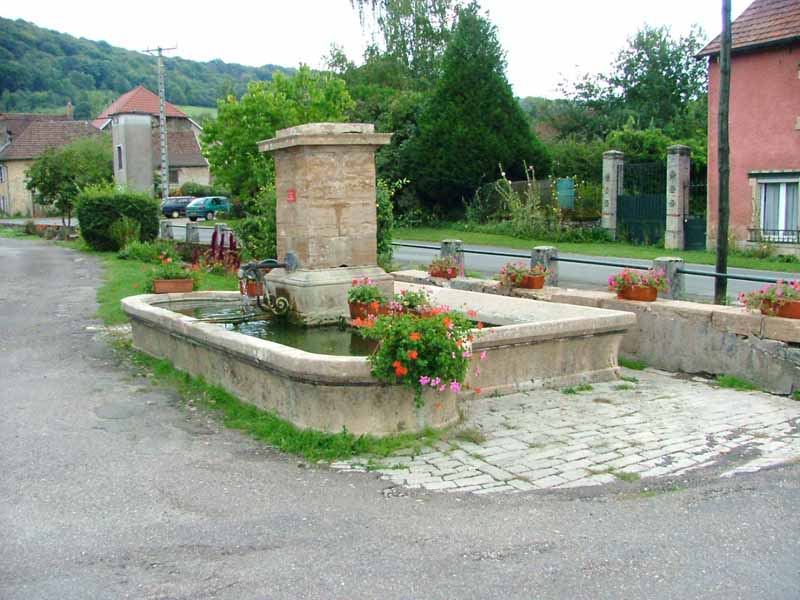
Les fontaines.
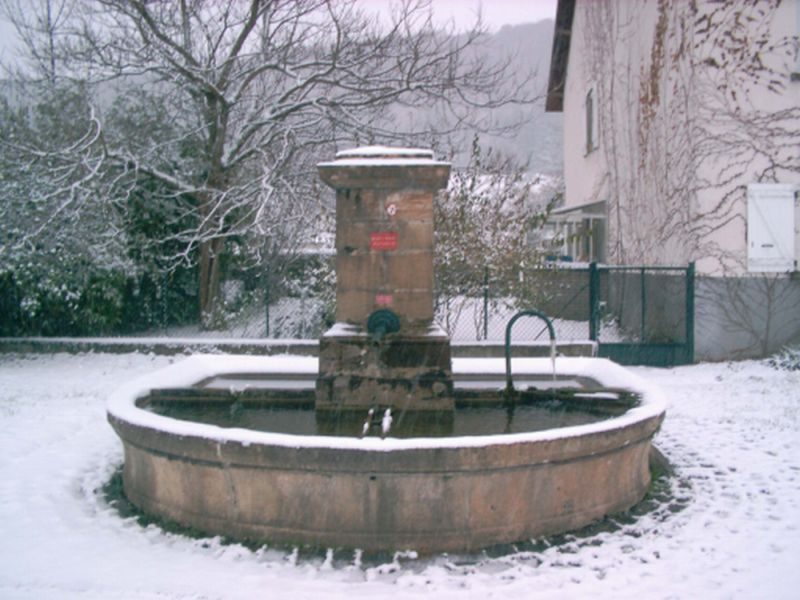
Les fontaines.
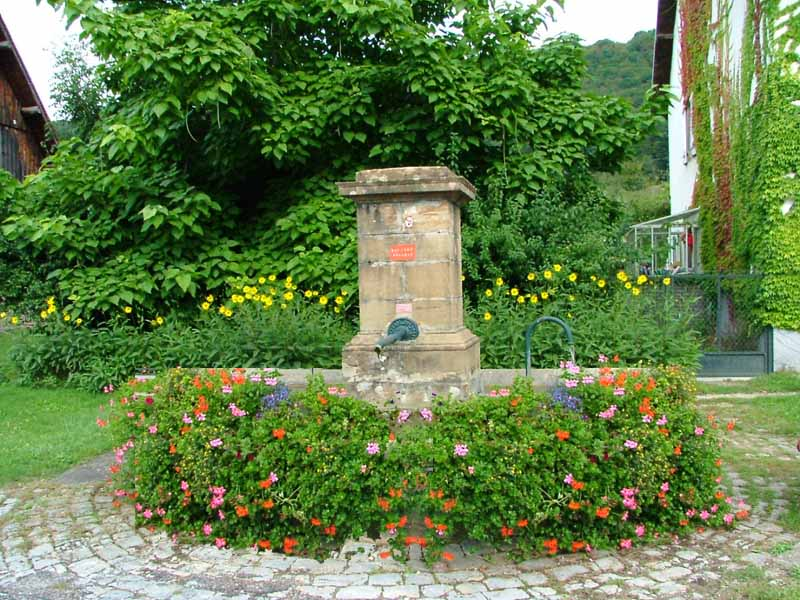
Les fontaines.
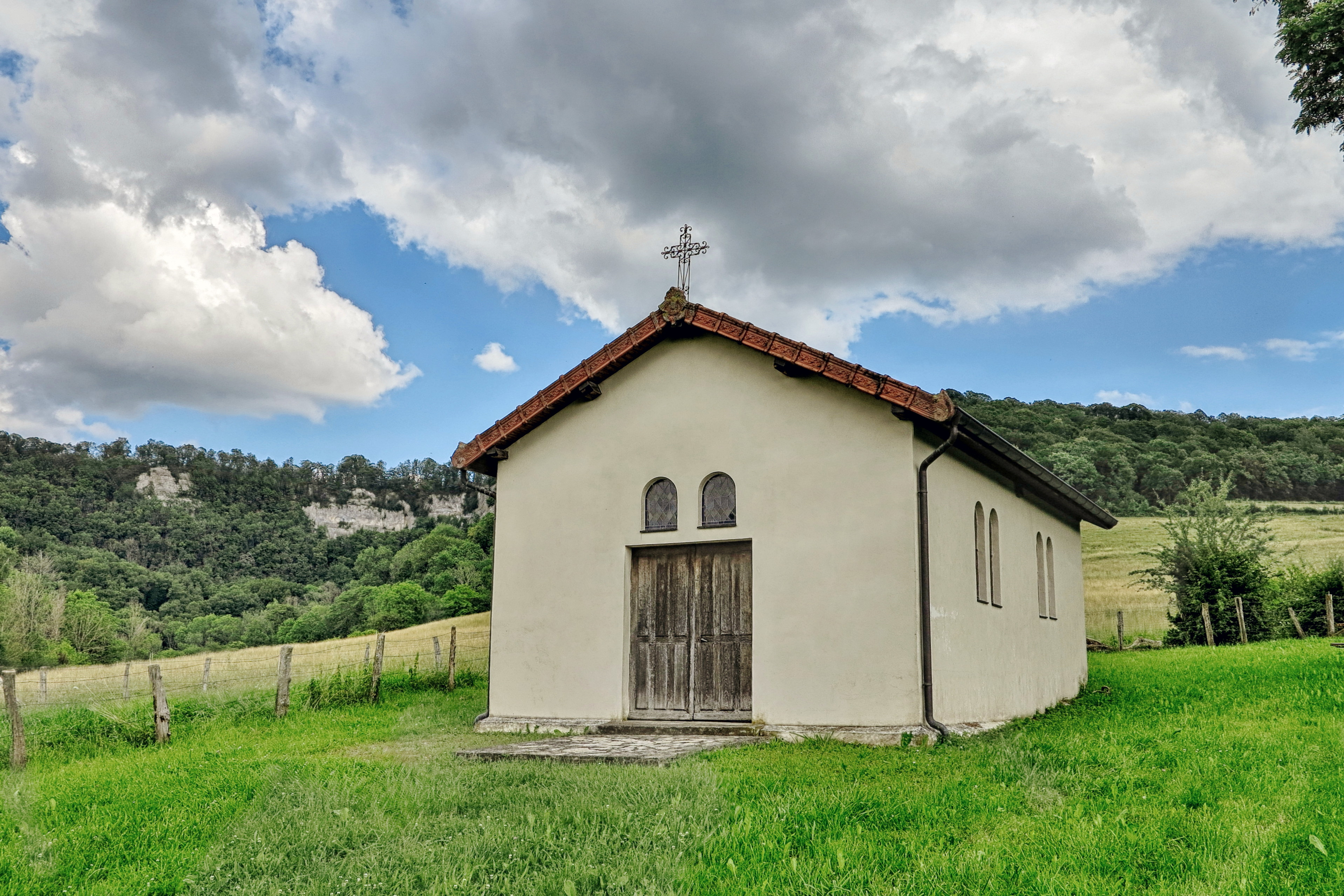
La chapelle.